# Самарская областная библиотека для молодёжи
Сама́рская областна́я библиоте́ка для молодёжи (СОБМ) — государственное бюджетное учреждение культуры, специализированная библиотека, обслуживающая молодёжь в возрасте 14-35 лет. Является информационно-консалтинговым центром для муниципальных библиотек Самарской области по работе с молодыми пользователями. Хранилище произведений печати и иных информационных ресурсов для педагогов, библиотекарей, организаторов досуга.
Находится в городе Самара Самарской области на проспекте Ленина, 14. Является подведомственным учреждением министерства культуры Самарской области.
Виртуальная экскурсия по помещению библиотеки доступна по ссылке.

## История
Самарская областная библиотека для молодежи открыта 18 октября 1973 года. Изначально носила название Центральной юношеской, но уже в апреле 1976 года получила статус областной . До 2021 года называлась Самарская областная юношеская библиотека (СОЮБ). 6 августа 2021 года была переименована в ГБУК «Самарская областная библиотека для молодёжи».
На протяжении всего времени своего существования библиотека является методическим центром по работе с молодежью в учреждениях культуры Самарской области и местом проведения просветительских мероприятий, направленных на пропаганду чтения. Для привлечения читателей в 2001 году были проведены работы по развитию бренда «Самарская областная юношеская библиотека» (СОЮБ). В результате у библиотеки появилась своя эмблема, был разработан фирменный стиль.
В 2008 году начал работу официальный сайт библиотеки.
В 2010 году проведена работа по перераспределению и изменению структуры библиотечного фонда. Внедрена система автоматизированного обслуживания читателей.
В 2010 году библиотека была сертифицирована в рамках акции «За жизнь без барьеров». Эксперты признали, что библиотека оборудована в соответствии с требованиями доступности для маломобильных жителей области, в том числе инвалидов-колясочников.
В 2015 году помещение было модернизировано для соответствия современным тенденциям и требованиям к учреждениям культуры в цифровую эпоху. Были выделены отдельные помещения для проведения массовых мероприятий, встреч молодежных объединений, консультаций психолога, работы с музыкальным фондом библиотеки.
В настоящий момент библиотека осуществляет информационную поддержку молодёжи в учебно-образовательном процессе, оказывает услуги по профориентации и психологическому консультированию, организует просветительскую, патриотическую и культурно-досуговую работу. Самарская областная библиотека для молодежи выступает площадкой для внедрения новых форм и методов работы с молодёжью, которые в дальнейшем могут быть внедрены в деятельность муниципальных библиотек области. Также СОБМ способствует взаимодействию библиотек друг с другом, ведет проект "Школа молодого библиотекаря" для специалистов муниципальных учреждений культуры, обучает их новым формам и методам работы с молодежью.
В 2018 году Самарская областная юношеская библиотека стала базой для региональной ресурсной площадке «Волонтеры культуры. Регион 63». Под эгидой Года добровольца Библиотекаой была организована работа с волонтерами культуры, которые принимали участие в различных культурных мероприятиях, в том числе в подготовке и проведении Чемпионата мира по футболу 2018. Площадка «Волонтеры культуры. Регион 63» основными задачами ставит сохранение и продвижение культурного достояния губернии, создание атмосферы открытости и доступности культурных пространств, сохранение исторической памяти, формирование культурной идентичности и популяризацию деятельности учреждений культуры Самарской области среди молодежи.
6 августа 2021 года библиотека сменила название и стала Самарской областной библиотекой для молодежи.

## Фонд
Фонд Самарской областной библиотеки для молодежи в настоящее время включает:
- книги — свыше 100 000 наименований;
- журналы;
- аудиокниги
- бесплатный доступ к электронным библиотекам, в том числе - ЛитРес

## Мероприятия
Самарская областная библиотека для молодежи является местом культурного досуга, общения и творчества молодежи, площадкой развития креативных индустрий.
К 75-летию Великой Победы Самарская областная юношеская библиотека стала организатором масштабного культурного проекта - Всероссийской молодежной патриотической акции «Полк@ Победы». Цель акции - напомнить о подвиге героев Великой Отечественной войны, открыть для современной молодежи книги о войне. Проект призван поощрить интерес молодежи к чтению произведений о военном времени, побудить к творческому осмыслению этой темы через создание портретов литературных героев. Акция проходит на площадках библиотек по всей стране, которые проводили просветительские мероприятия для молодежи, освещая лучшие произведения о Великой Отечественной войне. Молодые люди читали и обсуждали книги, выбирали самый близкий им образ и отражали свое видение в рисунке. В рамках акцию было создано множество портретов героев книг о Великой Отечественной войне. К Акции присоединились 37 муниципальных образований Самарской области, 15 субъектов Российской Федерации и страны Ближнего Зарубежья. В акции приняло участие более 800 участников, прислано около 500 творческих работ, выполненных в самых разных художественных техниках. В рамках проекта создан информационный ресурс, где размещен каталог, который постоянно портретами литературных героев и материалами Акции до конца Года памяти и славы. Особенностью этой акции стала ее инклюзивность, в ней участвуют, в том числе, люди с ограниченными возможностями здоровья. Присланные работы не оценивались. Кульминацией Акции был задуман марш с портретами литературных героев по улицам городов-участников, который должен был состояться 7 мая 2020 года по аналогии с акцией «Бессмертный полк». Но из-за режима самоизоляции  организаторы Акции провели марш в виртуальном формате. Одновременно на всех официальных сайтах и страницах социальных сетей библиотек-участниц, организатора и партнеров выложена видео-версия Акции. Главные информационные партнеры Акции - Российская государственная библиотека для молодежи и секция "Библиотечное обслуживание молодежи" РБА.
Самарская областная библиотека для молодежи реализует несколько постоянно действующих культурных проектов:
- "Культпросвет" - публичные лекции на темы, актуальные для молодежи. Лектором выступают приглашенные эксперты в разных областях, также у молодых ученых и студентов есть возможность выступить в качестве лектора. Таким образом библиотека дает возможность молодым людям реализовать свой потенциал и попробовать себя в роли спикера.
- "Книжный сомелье" - встречи с известными людьми города, которые презентуют читателям свои любимые книги. Во время мероприятия гости зачитывают отрывки литературных произведений и обсуждают их с посетителями.
- "Ледовая стройка" - ежегодный проект, направленный на возведение снежных фигур у фасада здания силами волонтеров и читателей библиотеки. Ледовый объект, как правило, связан с темой года, объявленной указом Президента РФ. В 2020 году был возведен объект в виде пятиконечной звезды в честь 75-летнего юбилея Победы в Великой Отечественной войне.
- "Молодежный проспект" - ежегодный проект, реализуемый в летний период, направленный на знакомство жителей города с работой СОЮБ. Проект проходят в виде еженедельных тематических мероприятий на открытом воздухе с привлечением волонтеров культуры.
- "Виниловые вечера" - музыкальный лекторий с включением лучших образцов популярной музыки на виниловых носителях.
- "Неделя Японской культуры" - ежегодное летнее мероприятие, включающее в себя лекции, творческие встречи и мастер-классы, знакомящие со страной восходящего солнца.
- "Неделя мастер-классов" - ежегодное профориентационное мероприятие, проводимое совместно со средними специальными учебными заведениями, знакомящее школьников с основами разных профессий

###### Архив мероприятий
В 2012 году в СОЮБ проходит финал ежегодного областного литературного конкурса «Поэтический ринг», проходящего в рамках программы поддержки творчески одарённой молодёжи «Зелёный листок».
В 2011 году под эгидой министерства культуры была организована акция «Самарская литературная весна» — комплекс мероприятий, ориентированных на молодёжную аудиторию, в который вошли наиболее значимые события года: 160-летие Самарской губернии, 50-летие полета Ю. А. Гагарина в космос, мероприятия по продвижению молодёжного чтения.
В 2010 году в СОЮБ проводился Фестиваль «Чеховиана», посвящённый творчеству А. П. Чехова, мероприятие организовано совместно с Российским государственным гуманитарным университетом, Самарской академией культуры и искусств, Самарским госуниверситетом, киноклубом «Ракурс».
СОЮБ несколько лет проводила интеллектуальный турнир «Книга. Молодёжь. Интеллект», организованный при поддержке министерства культуры и молодёжной политики Самарской области.  За эти годы турнир «вырос» до межрегионального: в 2010 году в нём принимали участие команды из Татарстана и Самарской области.
Дни индийской культуры в рамках проекта «Самарский Вавилон» прошли в марте 2009 года.
СОЮБ была отмечена дипломом третьего всероссийского смотра-конкурса по экологии в 2002 году на коллегии Министерства культуры РФ.